# Nectocarcinus integrifrons
Nectocarcinus integrifrons is een krabbensoort uit de familie van de Portunidae. De wetenschappelijke naam van de soort is voor het eerst geldig gepubliceerd in 1825 door Latreille.